# Formentera. En les teves mans
Formentera. En les teves mans és una obra documental elaborat pel Grup d'Ornitologia Balear d'Eivissa i Formentera coordinat per Marià Marí. Fixa i transmet a través de les seves imatges la bellesa extraordinària de Formentera i ofereix abundant informació i motius de reflexió sobre el futur als formenterers i formentereres. El 2007 va rebre el Premi 31 de desembre de l'Obra Cultural Balear